# Paraschiv Stoian
Paraschiv Stoian sau Paraskev Ivanciov Stoianov (în bulgară Параскев Стоянов; n. 30 ianuarie 1871, Giurgiu, Vlașca, România – d. 14 noiembrie 1941, Sofia, Regatul Bulgariei) a fost un medic chirurg, anarhist, istoric și profesor, considerat unul dintre părinții anarhismului în Bulgaria și România.

## Biografie

### Începuturi
Fiul lui Ivancio Stoianov, un militant bulgar activ pentru eliberarea națională originar din Ruse, și al Gabrielei von Walter, o femeie de origine germană, Paraskev s-a născut la 30 ianuarie 1871 în orașul Giurgiu, România, unde tatăl său se refugiase pentru a scăpa de persecuțiile otomane. Provenind dintr-un mediu înstărit, Stoianov a beneficiat de o educație solidă, studiind la liceul Sfântul Sava din București și la universități de medicină din România, Franța și Elveția.

### Activitatea în România
După școala primară în București, Stoianov a adoptat ideile socialiste în timpul liceului, trecând ulterior la anarhism după ce a citit pamfletul "Un apel către tineret" al lui Piotr Kropotkin. Astfel, în perioada liceului, a fondat cluburi de lectură pentru studenți interesați de socialism și anarhism și a început să răspândească ideile anarhiste printre muncitorii din România, devenind astfel părintele anarhismului în țară. A tradus în limba română numeroase pamflete ale lui Errico Malatesta, inclusiv „Pentru alegători”, „Între țărani” și „Anarhia”. În timp ce se afla la Geneva, a colaborat cu anarhistul Alexander Atabekian, și, în casa acestuia, au reușit să publice propagandă revoluționară.

### Activitatea ulterioară

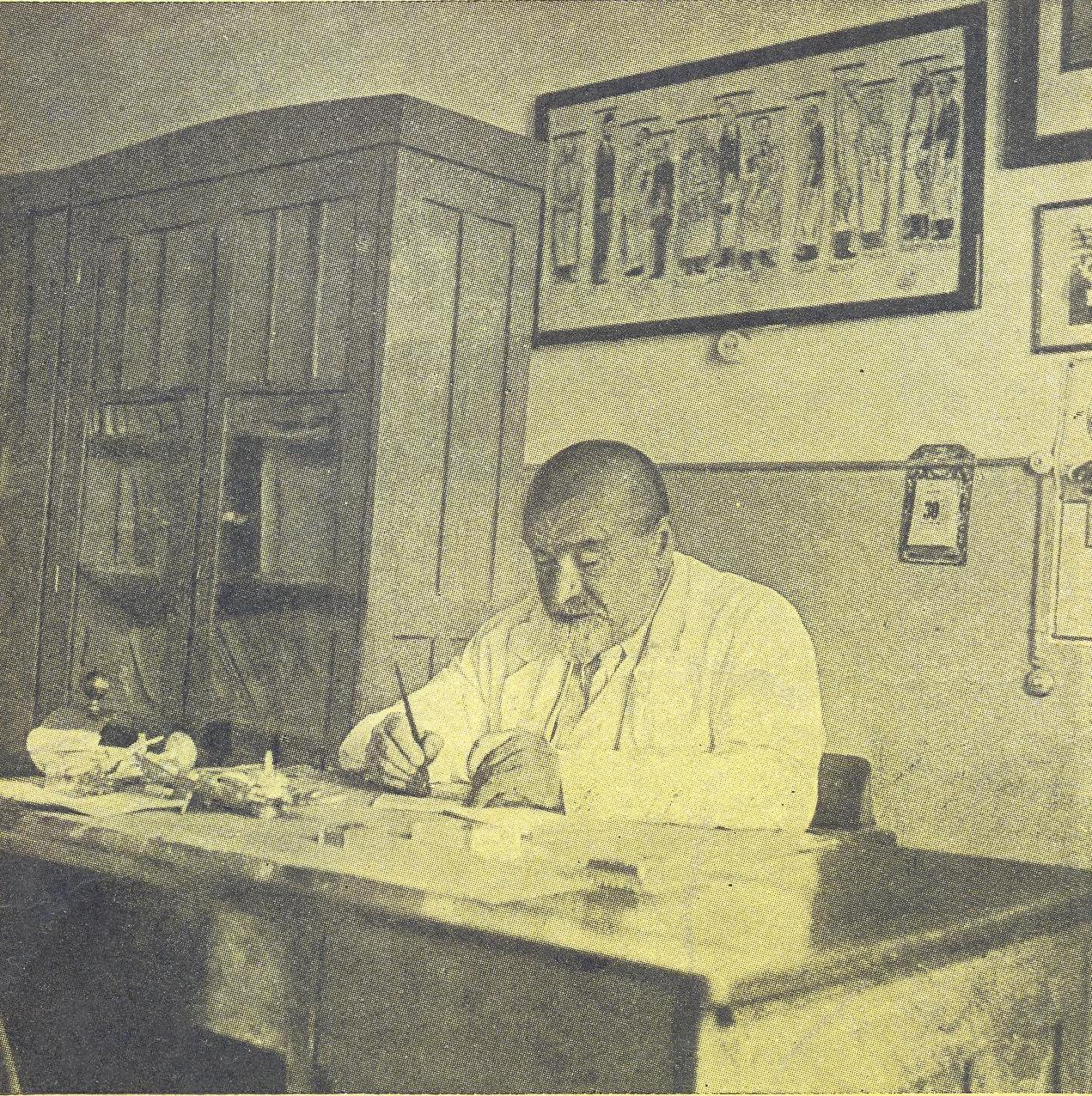
Stoianov ca medic

În 1890, Stoianov și-a continuat studiile medicale la Paris și a participat la o conferință internațională a studenților, unde a contribuit la publicarea unui manifest libertarian împreună cu socialistul libertarian italian Francesco Saverio Merlino. A fost arestat în aceeași zi, apoi eliberat pe cauțiune câteva luni mai târziu. S-a mutat în Italia, apoi a găsit refugiu pentru o perioadă în Elveția, unde i-a întâlnit pe teoreticienii de frunte ai mișcării anarhiste: Piotr Kropotkin și Élisée Reclus.
După ce a absolvit medicina la Würzburg, Germania, în 1895, a devenit profesor de chirurgie la prima Facultate de Medicină Propaedeutică din Sofia și a scris primele manuale de chirurgie. În 1895, ca student la medicină, Stoianov a escaladat Muntele Grand Combin din Elveția, atingând altitudinea de 4.318 m, fiind întâmpinat de Aleko Konstantinov, considerat un pionier al alpinismului bulgar. Aceasta este prima ascensiune documentată a unui bulgar la o înălțime mai mare de 4.000 m.

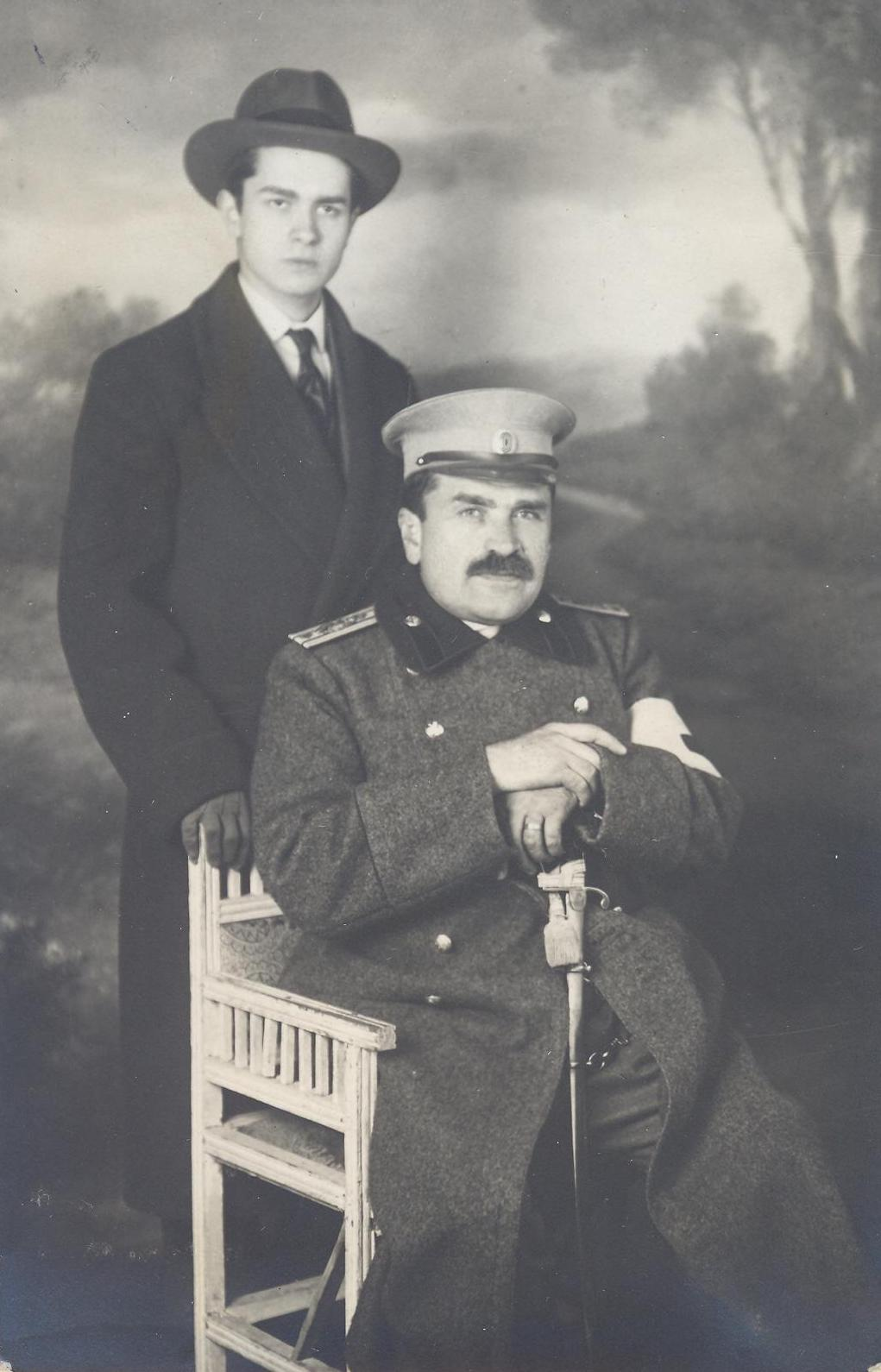
Stoianov ca medic în armata bulgară

Stoianov a trăit și a lucrat în Varna între 1905 și 1918. Acolo a înființat Sanatoriul Maritim pentru Copii cu Tuberculoză Osoasă și Articulară, singurul de acest fel din Peninsula Balcanică. Inițial, acesta era situat în barăci inadecvate în zona "Karantinata". În sanatoriu erau admiși copii cu vârste între 3 și 15 ani din toată Bulgaria, fără diferențiere în funcție de statutul social. Dintre toți copiii tratați, 95% și-au îmbunătățit condiția sau s-au recuperat complet. Prof. Dr. Stoianov a câștigat recunoaștere mondială ca unul dintre fondatorii talasoterapiei (terapia cu apă de mare) și helioterapiei (tratamentul cu soare). El a insistat în mod constant: "Bulgarii ar trebui să se îndrepte către mare și să înceapă să-i folosească valorile!"

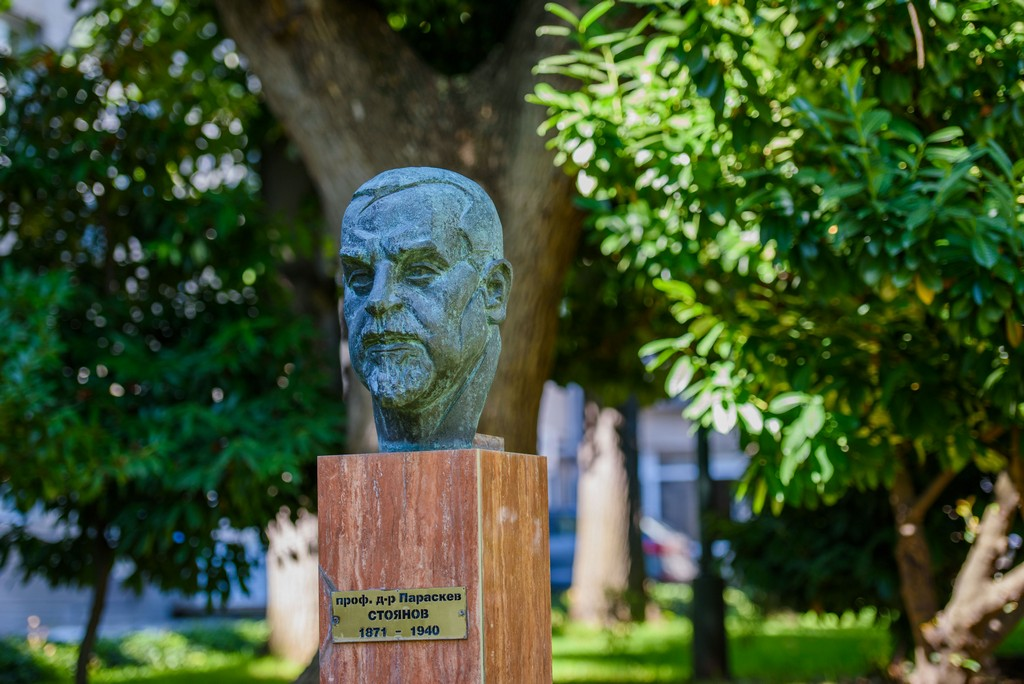
Bustul lui Paraschiv Stoian din Varna

Astăzi, ca fondator al chirurgiei bulgare, Paraskev este omagiat prin denumirea Universității de Medicină din Varna și a Spitalului Multidisciplinar pentru Tratament Activ din Lovech. Străzi din Pomorie și Varna îi poartă, de asemenea, numele.